# 山岡順太郎

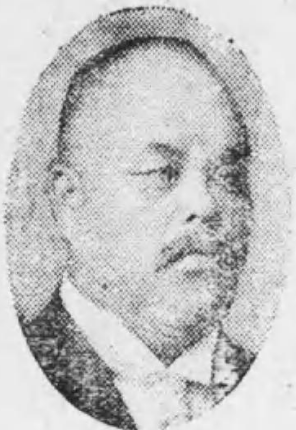
山岡順太郎

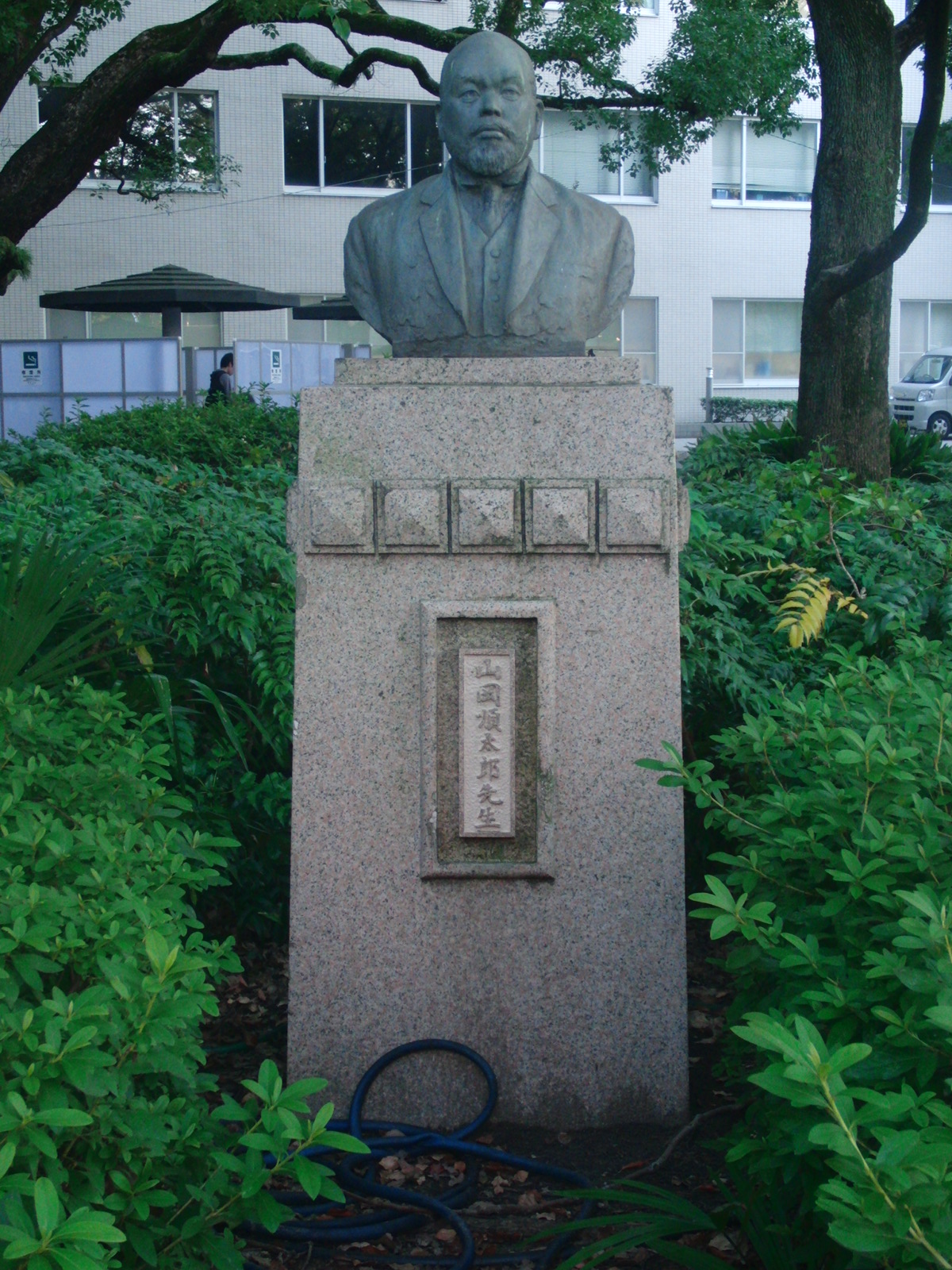
銅像

山岡 順太郎（やまおか じゅんたろう、慶応2年9月18日（1866年10月26日） - 昭和3年（1928年）11月26日）は、日本の実業家、教育者。大阪商工会議所第8代会頭（1917年 - 1921年）。関西大学第11代学長（1922年 - 1925年）。「関大中興の祖」である。

## 経歴
鉄砲組長・山岡美章の子として、加賀国金沢（現・石川県金沢市）の鉄砲組屋敷に生まれるも、維新後の家禄奉還で長屋に転居。小学校卒業後、最初医者を志し金沢医学校（現在の金沢大学）に進学するも、1年で中退して14 歳で政治結社の少年組に入り、征韓論などにかぶれ、市内を演説して歩いた。17歳で陸軍士官になるために上京する。しかし軍人になるのも叶わず、1885年（明治18年）に茨城県吏員（収税属）となる。 
1892年（明治25年）に同郷の先輩である中橋徳五郎を頼って逓信省入り。主計課法規係長を歴任する。 
1898年、中橋徳五郎が官職を辞して大阪商船社長に就任すると、山岡順太郎はこれを追って大阪商船に入社し、中橋を補佐する。瀬戸内海航路を強化して別府温泉の発展をもたらした。
1914年、山岡順太郎は大阪商船の社長に就任する。その後、山岡は大阪商船を足場に大阪鉄工所・宇治川電気・大阪曹達などの経営にも関わり、日本電力・大阪ビルヂングの設立を主導した。
1917年、山岡順太郎は大阪商工会議所の会頭に選ばれた。
また内務省の少壮官僚グループによるロンドン郊外のレッチワースを範とした田園都市構想に乗り、1920年（大正9年）大阪住宅経営を設立した。また、千里山住宅地の開発をスタートし、千里山一帯の住宅地域を整備・開発した。
さらに。関西大学の総理事に就任して、大学令による関西大学の昇格、千里山学舎の建設などを遂行した。
1921年（大正10年）に美章土地株式会社を設立し、住宅地「美章園」を建設、美章園駅の建設費を寄付した。
黒部から東京への送電線が完成した昭和3年に、突然病気で亡くなった。

## 家族
- 父 - 山岡 美章（彌五郎）。鉄砲組（加賀藩の足軽部隊）組長。17歳の順太郎が陸軍士官学校受験のため上京中に死去[3]。
- 長男 - 山岡 倭。関西大学北陽高等学校の創立者[5]